# U-71 (1940)
U-71 — средняя немецкая подводная лодка типа VIIC времён Второй мировой войны.

## История
Заказ на постройку субмарины был отдан 25 января 1939 года. Лодка была заложена 21 декабря 1939 года на верфи «Германиаверфт» в Киле под строительным номером 618, спущена на воду 31 октября 1940 года. Лодка вошла в строй 14 декабря 1940 года под командованием капитан-лейтенанта Вальтера Флашенберга.

### Командиры
- 14 декабря 1940 года — 3 июля 1942 года корветтен-капитан Вальтер Флашенберг
- 3 июля 1942 года — 1 мая 1943 года Хардо Родлер фон Ройтберг
- июль 1943 — май 1944 года оберлейтенант цур зее Уве Кристиансен
- 1 июля — июль 1943 года Эрих Кремпл
- май — 7 июня 1944 года оберлейтенант цур зее Курт Хартманн
- 8 июня 1944 года — 27 февраля 1945 года оберлейтенант цур зее Эмиль Ранзау

### Флотилии
- 14 декабря 1940 года — 31 мая 1941 года — 7-я флотилия (учебная)
- 1 июня 1941 года — 31 мая 1943 года — 7-я флотилия
- 1 июня 1943 года — 30 июня 1944 года — 24-я флотилия (учебная)
- 1 июля 1944 года — 1 февраля 1945 года — 22-я флотилия (учебная)

### История службы
Лодка совершила 10 боевых походов. Потопила 5 судов суммарным водоизмещением 38 894 брт.
Затоплена 2 мая 1945 года в Вильгельмсхафене в рамках операции «Регенбоген».

### Волчьи стаи
U-71 входила в состав следующих «волчьих стай»:
- Wolf 13 июля — 21 июля 1942
- Steinbrock 1 августа — 7 августа 1942
- Veilchen 24 октября — 6 ноября 1942
- Falke 31 декабря 1942 — 22 января 1943
- Landsknecht 22 января — 28 января 1943
- Adler 8 апреля — 12 апреля 1943

### Атаки и происшествия

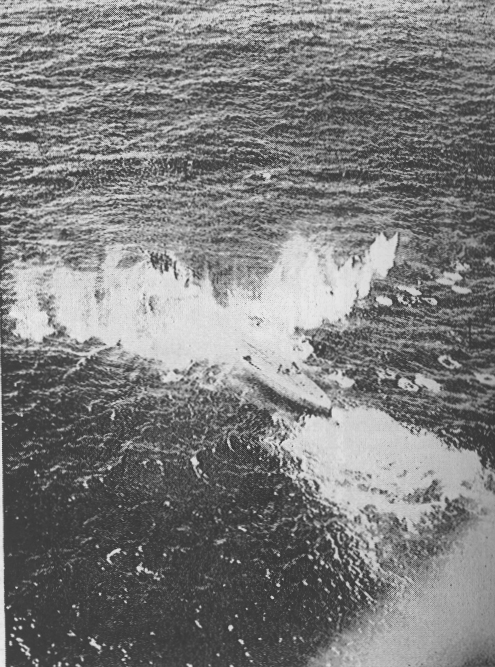
Атака 5 июня 1942

- 25 июня 1941 года британский корвет HMS Gladiolus обнаружил лодку, которая в надводном положении пыталась проникнуть в центр конвоя, и вынудил её совершить экстренное погружение. Затем Гладиолус за 5 проходов сбросил 30 глубинных бомб, корвет HMS Nasturtium сбросил 6 глубинных бомб. Повреждённая лодка всплыла и совершила попытку оторваться от преследования в надводном положении. Ей удалось уйти, но по крайней мере один снаряд с Гладиолуса вошёл в тесный контакт с рубкой субмарины.
- 26 октября 1941 года во время атаки на конвой HG-75 лодка безуспешно атаковала эскортный корабль веером из четырёх торпед. Ответная атака глубинными бомбами продолжалась семь часов. Для исправления полученных повреждений U-71 была вынуждена вернуться на базу.
- 30 ноября 1941 года в Бискайском заливе к западу от Нанта, Франция, в районе с координатами 46°55′ с. ш. 07°16′ з. д.HGЯO U-71 была атакована глубинными бомбами с британского самолёта типа Whitley. Ранее предполагалось, что в результате этой атаки была потоплена U-206.
- 5 июня 1942 года U-71 была атакована глубинными бомбами и пулемётным огнём с австралийского самолёта типа «Сандерленд». Лодка погрузилась и вернулась в Ла-Палис. Устранив повреждения, через неделю она вышла в море. Патрулирующий Сандерленд был атакован немецким Фокке-Вульфом Fw-200. Оба самолёта получили повреждения.
- 12 апреля 1943 года эсминец охраны конвоя ON-176 артиллерийским огнём заставил лодку погрузиться и сбросил на неё 38 глубинных бомб. Повреждений практически не было, но лодка находилась под водой около 6 часов и потеряла контакт с конвоем.
- 17 апреля 1943 года встретились два одиночества: U-631 столкнулась с U-71 посреди Северной Атлантики. Обе лодки получили повреждения, а U-71 даже была вынуждена вернуться на базу. После ремонта она использовалась как учебная.

## Потопленные суда
| Дата        | Тип            | Принадлежность | Дата          | Тоннаж (БРТ) | Груз                                | Судьба   | Место                     |
| Ranja       | танкер         | Норвегия       | 17 марта 1941 | 6 355        | бензин                              | потоплен | 38°00′ с. ш. 65°20′ з. д. |
| Oakmar      | грузовое судно | США            | 20 марта 1941 | 5 766        | марганцевая руда, каучук, мешковина | потоплен | 36°22′ с. ш. 68°50′ з. д. |
| Dixie Arrow | танкер         | США            | 26 марта 1941 | 8 046        | 2318 тонн сырой нефти               | потоплен | 34°55′ с. ш. 75°02′ з. д. |
| San Gerardo | танкер         | Великобритания | 31 марта 1941 | 12 915       | 17000 тонн нефти                    | потоплен | 36°00′ с. ш. 67°00′ з. д. |
| Eastmoor    | грузовое судно | Великобритания | 1 апреля 1941 | 5 812        | 7500 тонн генерального груза        | потоплен | 37°33′ с. ш. 68°18′ з. д. |